# Обуда
 Тази статия е за историческия град.  За острова вижте Обуда (остров).  
Обуда (на унгарски: Óbuda) е исторически град в Унгария.
Селището съществува от римската епоха, когато там се намира Аквинкум, центърът на провинция Панония. Градът е важно средище също и през ранните столетия от историята на Унгария.
Името на града означава „Стара Буда“ – в средата на XIII век южно от него е основан град Буда, който става новата столица на Унгария. През 1873 година Обуда е обединен с градовете Буда и Пеща, образувайки днешна Будапеща. Днес Обуда обхваща административния район III на унгарската столица Обуда-Бекашмедер.

## Известни личности
- Ищван Бибо (1911 – 1979), политик и политолог